# Aaron Krickstein
Aaron Krickstein (* 2. srpen 1967, Ann Arbor, Michigan, USA) je bývalý americký profesionální tenista. Během své kariéry vyhrál 9 turnajů ATP v dvouhře.
V otevřené éře se stal držitelem věkových rekordů. Jako nejmladší tenista vyhrál v 16 letech a 2 měsících turnaj dvouhry na nejvyšším profesionálním okruhu, když ovládl Tel Aviv Open 1983. V 17 letech a 11 dnech se rovněž stal nejmladším členem první světové desítky žebříčku ATP.

## Finálové účasti na turnajích ATP (19)

### Dvouhra - výhry (9)
| Č. | Datum             | Turnaj                              | Povrch  | Finalista        | Výsledek    |
| 1. | 16. říjen 1983    | Tel Aviv, Izrael                    | tvrdý   | Christoph Zipf   | 7-6 6-3     |
| 2. | 22. červenec 1984 | Boston , USA                        | antuka  | José Luis Clerc  | 7-6 3-6 6-4 |
| 3. | 16. září 1984     | Tel Aviv, Izrael                    | tvrdý   | Shahar Perkiss   | 6-4 6-1     |
| 4. | 23. září 1984     | Ženeva, Švýcarsko                   | antuka  | Henrik Sundström | 6-7 6-1 6-4 |
| 5. | 15. leden 1989    | Sydney, Austrálie                   | tvrdý   | Andrej Čerkasov  | 6-4 6-2     |
| 6. | 24. září 1989     | Los Angeles, USA                    | tvrdý   | Michael Chang    | 2-6 6-4 6-2 |
| 7. | 22. říjen 1989    | Tokio, Japonsko                     | koberec | Carl-Uwe Steeb   | 6-2 6-2     |
| 8. | 5. duben 1992     | Johannesburg, Jihoafrická republika | tvrdý   | Alexandr Volkov  | 6-4 6-4     |
| 9. | 4. duben 1993     | Durban, Jihoafrická republika       | tvrdý   | Grant Stafford   | 6-3 7-67    |

### Dvouhra - prohry (10)
| Č.  | Datum             | Turnaj               | Povrch  | Vítěz          | Výsledek        |
| 1.  | 19. květen 1984   | Řím, Itálie          | antuka  | Andrés Gómez   | 6-2 1-6 2-6 2-6 |
| 2.  | 29. červenec 1984 | Washington, USA      | antuka  | Andrés Gómez   | 2-6 2-6         |
| 3.  | 24. říjen 1985    | Salem Open, Hongkong | tvrdý   | Andrés Gómez   | 3-6 3-6 6-3 4-6 |
| 4.  | 12. říjen 1986    | Tel Aviv, Izrael     | tvrdý   | Brad Gilbert   | 5-7 2-6         |
| 5.  | 16. říjen 1988    | Tel Aviv, Izrael     | tvrdý   | Brad Gilbert   | 6-4 6-7 2-6     |
| 6.  | 20. listopad 1988 | Detroit, USA         | koberec | John McEnroe   | 5-7 2-6         |
| 7.  | 15. duben 1990    | Tokio, Japonsko      | tvrdý   | Stefan Edberg  | 4-6 5-7         |
| 8.  | 30. září 1990     | Brisbane, Austrálie  | tvrdý   | Brad Gilbert   | 3-6 1-6         |
| 9.  | 29. září 1991     | Brisbane, Austrálie  | tvrdý   | Gianluca Pozzi | 3-6 6-74        |
| 10. | 26. duben 1992    | Monte Carlo, Monako  | antuka  | Thomas Muster  | 3-6 1-6 3-6     |